# Primera División de Costa Rica 1950
Die Saison 1950 war die 30. Spielzeit der Primera División de Costa Rica, der höchsten costa‑ricanischen Fußballliga. Es nahmen neun Mannschaften teil. Alajuela gewann zum 6. Mal in der Vereinsgeschichte die Meisterschaft.

## Austragungsmodus
- Die neun teilnehmenden Mannschaften spielten in einer Einfachrunde (Hin- und Rückspiel) im Modus Jeder gegen Jeden den Meister aus.
- Der Letztplatzierte bestritt ein Relegationsspiel gegen den Meister der 2. Liga.

## Endstand

### Hauptrunde
| Pl.             | Verein                       | Sp. | S  | U | N  | Tore  | Diff. | Punkte |
| --------------- | ---------------------------- | --- | -- | - | -- | ----- | ----- | ------ |
| 01              | LD Alajuelense (M)           | 16  | 12 | 2 | 2  | 39:18 | 21    | 26     |
| 02              | CD Saprissa                  | 16  | 10 | 2 | 4  | 52:23 | 29    | 22     |
| 03              | CS Herediano                 | 16  | 8  | 4 | 4  | 39:26 | 13    | 20     |
| 04              | Orión FC                     | 16  | 7  | 5 | 4  | 55:31 | 24    | 19     |
| 05              | CS La Libertad               | 16  | 7  | 1 | 8  | 32:48 | −16   | 15     |
| 06              | SG Española                  | 16  | 4  | 5 | 7  | 28:39 | −11   | 13     |
| 07              | CF Universidad de Costa Rica | 16  | 5  | 2 | 9  | 38:52 | −14   | 12     |
| 08              | CS Uruguay de Coronado (N)   | 16  | 5  | 1 | 10 | 36:51 | −15   | 11     |
| 09              | CS Cartaginés                | 16  | 2  | 2 | 12 | 34:65 | −31   | 6      |
| Stand: Endstand |                              |     |    |   |    |       |       |        |

### Relegation
| Letzter 1°División | Ergebnis | Meister 2°División |
| ------------------ | -------- | ------------------ |
| CS Cartaginés      | *        | UD Moravia         |

| * | Das Ergebnis ist heute unbekannt. Sicher ist aber, dass Moravia gewann. Nachträglich wurde beschlossen, die Liga auf 10 Mannschaften aufzustocken, somit verblieb Cartago trotz der Niederlage in der 1a División. |

## Pokalwettbewerbe

### Copa Gran Bretaña 1950
Die vor der Saison ausgespielte Copa Gran Bretaña 1950 gewann Saprissa im Finale gegen Heredia mit 3:1.

### Torneo Relámpago 1950
Das Torneo Relámpago, an dem die Erstligamannschaften teilnahmen und ein Spiel nur 30 Minuten dauerte, gewann Orión im Finale gegen La Libertad mit 2:1.